# Santa María Lachichina
Santa María Lachichina är en ort i Mexiko.   Den ligger i kommunen San Juan Yaeé och delstaten Oaxaca, i den sydöstra delen av landet, 400 km sydost om huvudstaden Mexico City. Santa María Lachichina ligger 1 416 meter över havet och antalet invånare är 338.
Terrängen runt Santa María Lachichina är bergig. Runt Santa María Lachichina är det ganska glesbefolkat, med 47 invånare per kvadratkilometer. Närmaste större samhälle är Tanetze de Zaragoza, 7,2 km söder om Santa María Lachichina. I omgivningarna runt Santa María Lachichina växer i huvudsak städsegrön lövskog.